# 特斯拉自动驾驶

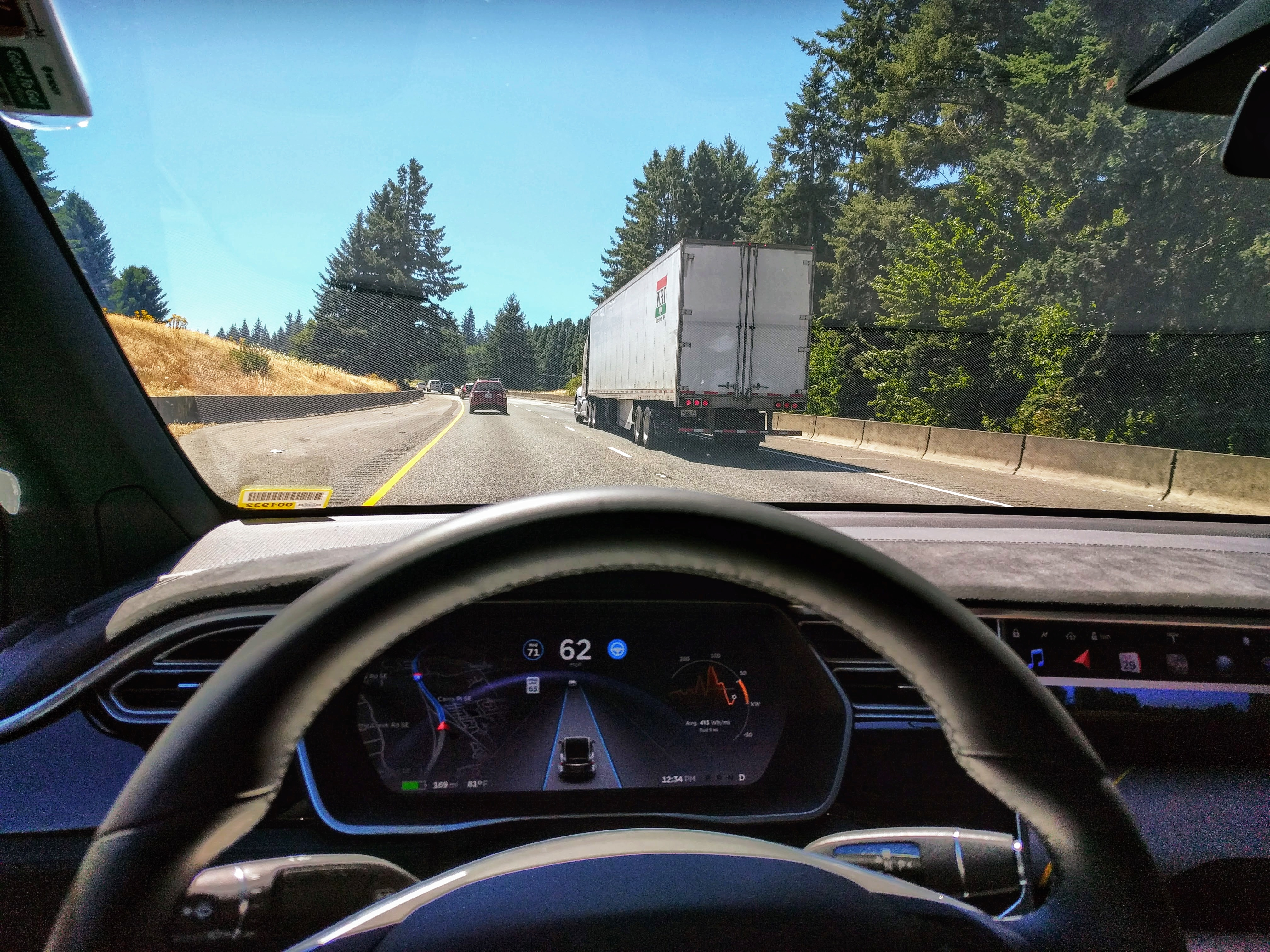
特斯拉自动驾驶系統

特斯拉自动驾驶（英語：Full Self-Driving，简称FSD）是特斯拉研發的一種高级辅助驾驶系统，它能讓汽車行駛時在车道上居中，此外該系統還有交通感知巡航控制、自动泊车、自动变道等功能。不過在啟動特斯拉自动驾驶系統後，驾驶员依舊要全程監控汽車。特斯拉声称，特斯拉自动驾驶的这些功能可以减少因司机疏忽和疲勞駕駛造成的交通事故。截至2024年，特斯拉自动驾驶系统尚未達到自動駕駛的程度。

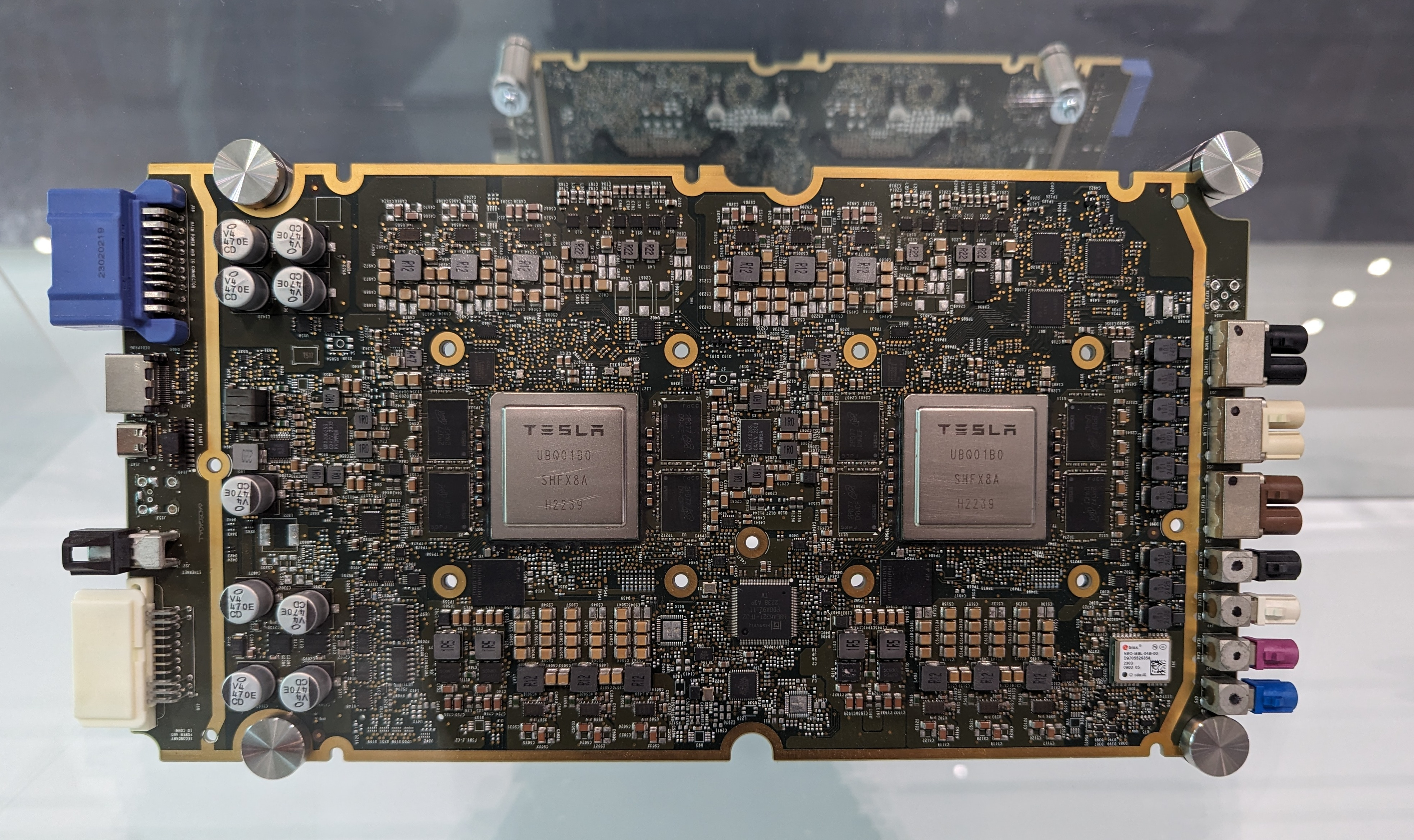
特斯拉自动驾驶系統晶片展示